# Jitia (gmina)
Jitia – gmina w Rumunii, w okręgu Vrancea. Obejmuje miejscowości Cerbu, Dealu Sării, Jitia, Jitia de Jos i Măgura. W 2011 roku liczyła 1609 mieszkańców.